# Štefan Zapolja
Štefan Zapolja (madžarsko Szapolyai István) je bil od leta 1492 do 1499 palatin Kraljevine Ogrske, * ni znano, † 25. december 1499.

## Življenje
Štefan Zapolja je bil član rodbine ogrskih in hrvaških fevdalcev Zapolja. Bil je sin Vladislava Zapolja in mlajši brat Imreja in Miklósa Zapolja.
Odraščal  je v gradu v Huneodari na dvoru Janoša Hunyadija in kasneje na dvoru njegovega sina Matije Korvina. Od leta 1464 je imel v lasti Spiški grad, največji grad na Slovaškem.
Bil je kapitan (poveljnik) trdnjave Esztergom, kjer je naredil veliko kariero. Leta 1440 je je nasprotoval izvolitvi Vladislava III. Poljskega  za kralja Ogrske in podprl kandidaturo drugega Jagelonca. 
Leta 1453 je postal hetman Gornje Ogrske, kot se je takrat uradno imenovala Slovaška. V letih 1474–1481 je bil guverner kralja Matije Korvina v Šleziji in Lužici, v letih 1473–1478 in 1486–1499 pa župan Trenčina.

## Družina
11. avgusta 1483 se je poročil (njegova druga poroka) s poljsko kneginjo Hedviko (Jadvigo) Cieszynsko, s katero je imel štiri otroke:
- Ivana Zapolja (2. junij 1487 – 22. julij 1540), kralja Ogrske
- Jurija Zapolja (okoli 1494 – 29. avgust 1526), ubitega v bitki pri Mohaču
- Barbaro Zapolja (1495 – 2. oktober 1515), poljsko kraljico ženo, poročeno s Sigismundom I. Poljskim
- Magdaleno Zapolja (okoli 1499–1499), ki je umrla kmalu po rojstvu.

## Smrt
Štefan Zapolja je umrl 23. decembra 1499. Pokopan je v družinski grobnici v Spiški Kapituli.

## Sklic
1. ↑  Markó, László (2006). A magyar állam főméltóságai Szent Istvántól napjainkig: Életrajzi Lexikon [Visoki funkcionarju Ogrske države od kralja Svetega Štefana do današnjih dni: Biografski leksikon] (madžarsko). Helikon Kiadó. ISBN 963-547-085-1.

| Štefan ZapoljaRodbina ZapoljaRojen: ? Umrl: 23. december 1499 |                                     |                        |
| Politične funkcije                                            |                                     |                        |
| NezasedenoZadnji nosilec nazivaEmerik Zapolja                 | Palatin Kraljevine Ogrske 1492–1499 | Naslednik: Peter Geréb |